# Shahrestān di Sonqor
Lo shahrestān di Sonqor (farsi شهرستان سنقر) è uno dei 14 shahrestān della provincia di Kermanshah, il capoluogo è Sonqor. Lo shahrestān è suddiviso in 2 circoscrizioni (bakhsh): 
- Centrale (بخش مرکزی)
- Koliai (Külliye) (بخش کلیائی)